# Giorgio di Nassau-Dillenburg
Conte Giorgio di Nassau-Beilstein, in seguito anche conte di Nassau-Dillenburg (Dillenburg, 1º settembre 1562 – Dillenburg, 9 agosto 1623), era il terzo figlio maschio del conte Giovanni VI "il Vecchio" di Nassau-Dillenburg (1536-1606) nato dal suo primo matrimonio con Elisabetta di Leuchtenberg.
Nel 1576, studiò all'università di Heidelberg. Nel 1578, andò nei Paesi Bassi, per servire nell'esercito, sotto il conte Günther XLI di Schwarzburg-Arnstadt. Mentre era nei Paesi Bassi, cercò di farsi eleggere vescovo di Utrecht, ma fallì. Dal 1580, frequentò la corte del margravio Giorgio Federico di Brandeburgo-Ansbach.
Nel 1604, acquistò il suo primo territorio, il distretto e la città di Driedorf da suo padre. Dopo la morte del padre nel 1606, Giorgio ed i suoi fratelli decisero di dividere Nassau-Dillenburg. Quando questa divisione fu realizzata nel 1607, Guglielmo Luigi ottenne Nassau-Dillenburg; Giovanni VII ottenne Nassau-Siegen; Ernsto Casimiro ottenne Nassau-Diez; Giovanni Ludovico ricevette Nassau-Hadamar e Giorgio ricevette Nassau-Beilstein, che includeva le signorie di Westerwald, Burbach e Hickengrund. Nel 1611, comprò la quota di Nassau del distretto di Wehrheim, che Nassau condivideva con Treviri, da suo fratello Giovanni VII.
Fino al 1612, Giorgio risiedette a Dillenburg, come reggente per il fratello assente Guglielmo Luigi, che era nei Paesi Bassi. Dopo il ritorno di suo fratello, Giorgio si trasferì nel castello di Beilstein, nei suoi possedimenti.
Nel 1618, Giorgio raggiunse un accordo con suo fratello Giovanni VII, in cui Giovanni cedeva a Giorgio il diritto di ereditare Dillenburg se Guglielmo Luigi fosse morto senza figli. Ciò avvenne nel 1620. Così Giorgio tornato a Dillenburg e divenne il fondatore della più giovane linea di Nassau-Dillenburg. Nassau-Beilstein fu divisa, con Giorgio che mantenne Burbach e Hickengrund.
Governò il suo territorio bene; come i suoi fratelli egli emanò regolamenti di corte, regolamenti di applicazione di legge e amministrativi.
Giorgio morì a Dillenburg nel 1623.

## Matrimonio e figli
Giorgio si sposò due volte. La sua prima moglie fu Anna Amalia di Nassau-Saarbrücken (1565-1605), l'unica figlia di Filippo IV di Nassau-Weilburg. Ebbero 15 figli:
1. Giovanni Filippo (nato nel 1586)
2. Giovanni Giorgio (nato nel 1587)
3. figlio senza nome (nato nel 1588)
4. Giovanni Filippo (1590-1607)
5. Giorgio (1591-1616)
6. Maria Giuliana (1592-1645), sposò il conte Giorgio II di Sayn-Wittgenstein-Berleburg (1565-1631), fratellastro della sua matrigna
7. Luisa (1593-1614)
8. Luigi Enrico (1594-1662), conte di Nassau-Dillenburg congiuntamente con Alberto dal 1623 al 1626 e solo dal 1626 fino alla morte; elevato a principe nel 1654
9. Volfango Filippo (nato nel 1595)
10. Alberto (1596-1626), regno Nassau-Dillenburg congiuntamente con Luigi Enrico dal 1623 fino alla sua morte nel 1626
11. Amalia (1597-1598)
12. Elisabetta (1598-1599)
13. Erica (1600-1657)
14. Anna Elisabetta (1602-1651)
15. Maurizio Luigi (1603-1604)

Dopo la morte della prima moglie, Giorgio sposò Amalia (1585-1633), figlia di Ludovico I di Sayn-Wittgenstein. Da lei, ebbe una figlia femmina:
1. Margherita (1606-1661), sposò il conte Ottone di Lippe-Brake (1589-1657), un figlio di Simone VI di Lippe (1554-1613)

## Ascendenza
|                                  |   |                                    | Genitori                   |  |  | Nonni |  |  | Bisnonni                         |  |  | Trisnonni |  |
|                                  |   |                                    |                            |  |  |       |  |  | Guglielmo V di Nassau-Dillenburg |  |  | …         |  |
|                                  |   |                                    |                            |  |  |       |  |  | Guglielmo V di Nassau-Dillenburg |  |  | …         |  |
|                                  |   | …                                  |                            |  |  |       |  |  | Guglielmo V di Nassau-Dillenburg |  |  |           |  |
| Guglielmo I di Nassau-Dillenburg |   |                                    |                            |  |  |       |  |  | Guglielmo V di Nassau-Dillenburg |  |  |           |  |
|                                  |   | Elisabetta d'Assia-Marburg         | Enrico III d'Assia-Marburg |  |  |       |  |  |                                  |  |  |           |  |
|                                  |   | Elisabetta d'Assia-Marburg         | Enrico III d'Assia-Marburg |  |  |       |  |  |                                  |  |  |           |  |
|                                  |   | Elisabetta d'Assia-Marburg         | Anna di Katzenelnbogen     |  |  |       |  |  |                                  |  |  |           |  |
| Giovanni VI di Nassau-Dillenburg |   | Elisabetta d'Assia-Marburg         |                            |  |  |       |  |  |                                  |  |  |           |  |
|                                  |   | Botho VIII di Stolberg-Wernigerode | …                          |  |  |       |  |  |                                  |  |  |           |  |
|                                  |   | Botho VIII di Stolberg-Wernigerode | …                          |  |  |       |  |  |                                  |  |  |           |  |
|                                  |   | Botho VIII di Stolberg-Wernigerode | …                          |  |  |       |  |  |                                  |  |  |           |  |
| Giuliana di Stolberg-Wernigerode |   | Botho VIII di Stolberg-Wernigerode |                            |  |  |       |  |  |                                  |  |  |           |  |
|                                  |   | Anna di Eppstein-Königstein        | …                          |  |  |       |  |  |                                  |  |  |           |  |
|                                  |   | Anna di Eppstein-Königstein        | …                          |  |  |       |  |  |                                  |  |  |           |  |
|                                  |   | Anna di Eppstein-Königstein        | …                          |  |  |       |  |  |                                  |  |  |           |  |
| Giorgio di Nassau-Dillenburg     |   | Anna di Eppstein-Königstein        |                            |  |  |       |  |  |                                  |  |  |           |  |
|                                  | … | …                                  |                            |  |  |       |  |  |                                  |  |  |           |  |
|                                  | … | …                                  |                            |  |  |       |  |  |                                  |  |  |           |  |
|                                  | … | …                                  |                            |  |  |       |  |  |                                  |  |  |           |  |
| …                                | … |                                    |                            |  |  |       |  |  |                                  |  |  |           |  |
|                                  |   | …                                  | …                          |  |  |       |  |  |                                  |  |  |           |  |
|                                  |   | …                                  | …                          |  |  |       |  |  |                                  |  |  |           |  |
|                                  |   | …                                  | …                          |  |  |       |  |  |                                  |  |  |           |  |
| Elisabetta di Leuchtenberg       |   | …                                  |                            |  |  |       |  |  |                                  |  |  |           |  |
|                                  |   | …                                  | …                          |  |  |       |  |  |                                  |  |  |           |  |
|                                  |   | …                                  | …                          |  |  |       |  |  |                                  |  |  |           |  |
|                                  |   | …                                  | …                          |  |  |       |  |  |                                  |  |  |           |  |
| …                                |   | …                                  |                            |  |  |       |  |  |                                  |  |  |           |  |
|                                  |   | …                                  | …                          |  |  |       |  |  |                                  |  |  |           |  |
|                                  |   | …                                  | …                          |  |  |       |  |  |                                  |  |  |           |  |
|                                  |   | …                                  | …                          |  |  |       |  |  |                                  |  |  |           |  |
|                                  |   | …                                  |                            |  |  |       |  |  |                                  |  |  |           |  |